# Barbos v gostjach u Bobika
Barbos v gostjach u Bobika (Барбос в гостях у Бобика) è un film del 1964 diretto da Vitalij Vjačeslavovič Mel'nikov.